# 781 до н. е.

## Події
Початок правління Ю-вана (幽王), останнього царя династії Західна Чжоу.
Перший з багатьох походів Салмансара IV на Урарту, завершився без успіху. 